# ヴィオティア県

ヴィオティア県
Περιφερειακή ενότητα Βοιωτίας測地系: 北緯38度25分 東経23度05分 / 北緯38.417度 東経23.083度座標: 北緯38度25分 東経23度05分 / 北緯38.417度 東経23.083度

ヴィオティア県（ヴィオティアけん、ギリシア語: Βοιωτία / Voiotía）は、ギリシャ共和国の中央ギリシャ地方を構成する行政区（ペリフェリアキ・エノティタ）のひとつ。県都はリヴァディア。

## 名称
県名のヴィオティア（Βοιωτία / Voiotía または Viotía　[vi.oˈti.a]）は、古代ギリシャにおいてボイオーティア（古代ギリシア語: Βοιωτία / Boiōtía　[bojɔːtía]）と呼ばれた地方名に由来する。ボイオーティアの有力なポリス（都市国家）テーバイ（現・ティーヴァ）は多くの神話の舞台となり、またアテナイと覇を競ったことで知られる。

## 地理

### 位置・広がり
ヴィオティア県は、中央ギリシャ地方の東南部に位置する。県都リヴァディアは県域の東部に位置し、ハルキダから西へ約63km、州都ラミアから南東へ64km、首都アテネから北西へ約91km、パトラの東北東約101kmの距離にある。
ヴィオティア県は東南側でアッティカ地方に隣接する。西にフォキス県、北西側にフティオティダ県があり、東にはエヴィア県の本土部分（ハルキダ）と境界線を接している。

### 地勢
南西側はコリンティアコス湾に沿っており、東はわずかにエヴィア湾に面している。
ヴィオティア県の西部にはパルナッソス山（2,547 m）、南西部にヘリコン山（1,749 m）を中心とする山地がある。南部にはアッティカとの境界をなすキタイロン山地（キサイロナス）、東部にはパルニタ山がある。県東部には小さな森と平原が広がっている。
県内最長の川は、中央部の平野を流れるキフィッソス川である。県の中央部にはかつてコパイス湖という広大な湖があり、古代にはそのほとりにいくつもの都市が栄えたが、19世紀までには干上がり、現在は平野となっている。ティーヴァの北には、キフィッソス川の水をたたえたイリキ湖 (el:Υλίκη) とパラリム二湖 (el:Παραλίμνη) の二つの湖があり、イリキ湖が県内最大の湖である。
南東部は巨大な鉱業地帯となっている。
- パルナッソス山
- キフィッソス川
- イリキ湖

### 気候
ヴィオティア県の気候は、主に夏は暑く、冬は涼しい気候となっている。また、県北部および東部では夕方に曇りがちな天気となることがよくある。一方、標高1,000mを超える地域では、共通して冬は厳しく、低地よりも夏は涼しい気候である。

### 主要な都市・集落
県都である西部のリヴァディアと、東部のティーヴァが県内の二大都市である。
人口3000人以上の都市・集落には以下がある。
- ティーヴァ（Θήβα : ティーヴァ市） - 21,211人
- リヴァディア（Λιβαδειά : リヴァディア市） - 20,061人
- オルホメノス（英語版）（Ορχομενός : オルホメノス市） - 5,780人
- スヒマタリ（Σχηματάρι : タナグラ市） - 4,726人
- ヴァイア（Βάγια : ティーヴァ市） - 4,509人
- アリアルトス（Αλίαρτος : アリアルトス市） - 4,207人
- アラホヴァ（Αράχωβα : ディストモ＝アラホヴァ＝アンティキラ市） - 3,703人
- イノフィタ（Οινόφυτα : タナグラ市） - 3,137人

このほかに著名な地点としては、古代ギリシャの都市で古戦場でもあるヘロニア（古名: カイロネイア、リヴァディア市）などがある。
- リヴァディア市街
- アラホヴァ市街

## 歴史
近代ギリシャ独立後の1833年、この地域はアッティカ・ヴィオティア（アッティコヴィオティア）県 (Attica and Boeotia Prefecture) に編成された。その後の1899年にアッティカとヴィオティアは分割され、県（ノモス）としてヴィオティア県が設置された。1909年に再びアッティカと統合されるも、1943年に再分離されて以後、ヴィオティア県となっている。
地方制度改革（カリクラティス改革）に伴い、2011年1月1日付でノモスは廃止され、ペリフェリア（地方）に属する行政区となった。

## 社会

### 経済
バリラ社グループでギリシャ最大のパスタメーカーであるミスコ社 (Misko) の生産拠点が2001年に建設された。この工場は、ヨーロッパで第3位の規模である。

## 行政区画

ヴィオティア県

### 市（ディモス）
ヴィオティア県は、以下の自治体（ディモス、市）から構成される。面積の単位はkm²、人口は2001年国勢調査時点。
|   | 自治体名                             | 綴り                         | 政庁所在地        | 面積  | 人口   |
| - | ------------------------------------ | ---------------------------- | ----------------- | ----- | ------ |
| 1 | リヴァディア                         | Λιβαδειά                     | リヴァディア (el) | 698.8 | 33,152 |
| 2 | アリアルトス                         | Αλίαρτος                     | アリアルトス (el) | 256.9 | 12,300 |
| 3 | ディストモ＝アラホヴァ＝アンディキラ | Δίστομο - Αράχοβα - Αντίκυρα | ディストモ (el)   | 292.7 | 11,532 |
| 4 | ティーヴァ                           | Θήβα                         | ティーヴァ (el)   | 822.9 | 37,524 |
| 5 | オルホメノス                         | Ορχομενός                    | オルホメノス (el) | 436.4 | 13,962 |
| 6 | タナグラ                             | Τανάγρα                      | スヒマタリ (el)   | 554.0 | 21,156 |

### 旧自治体（ディモティキ・エノティタ）

ヴィオティア県の旧自治体（2010年まで）

カリクラティス改革以前の広域自治体（ノモス）としてのヴィオティア県は、以下の20の基礎自治体（18個のディモス、2つのキノティタ）から構成されていた。
改革後、旧自治体は新自治体（ディモス）を構成する行政区（ディモティキ・エノティタ）となっている。ディモティキ・エノティタは、さらにキノティタ（都市・村落の共同体（コミュニティ））に分けられる。
- Διοικητική διαίρεση νομού Βοιωτίας (πρόγραμμα Καποδίστριας) - ヴィオティア県の自治体・集落一覧（1999年 - 2010年）

下表の番号は右図と対応している。「自治体名」欄で※印を付したものはキノティタ、それ以外はディモス。「政庁所在地」欄で太字になっているものは、新自治体の政庁所在地となったものを示す。
|    | 旧自治体         | 綴り         | 政庁所在地             | 新自治体                             |
| -- | ---------------- | ------------ | ---------------------- | ------------------------------------ |
| 1  | リヴァディア     | Λιβαδειά     | リヴァディア           | リヴァディア                         |
| 2  | アクレフニア     | Ακραιφνία    | アクレフニオ           | オルホメノス                         |
| 3  | アリアルトス     | Αλίαρτος     | アリアルトス           | アリアルトス                         |
| 4  | アラホヴァ       | Αράχωβα      | アラホヴァ             | ディストモ＝アラホヴァ＝アンディキラ |
| 5  | ヴァイア         | Βάγια        | ヴァイア               | ティーヴァ                           |
| 6  | ダヴリア         | Δαύλεια      | ダヴリア               | リヴァディア                         |
| 7  | デルヴェノホリア | Δερβενοχώρια | ピリ                   | タナグラ                             |
| 8  | ディストモ       | Δίστομο      | ディストモ             | ディストモ＝アラホヴァ＝アンディキラ |
| 9  | テスピエス       | Θεσπιές      | テスピエス             | アリアルトス                         |
| 10 | ティーヴァ       | Θήβα         | ティーヴァ             | ティーヴァ                           |
| 11 | ティスヴィ       | Θίσβη        | ドンヴレナ             | ティーヴァ                           |
| 12 | コロニア         | Κορώνεια     | アイオス・ゲオルギオス | リヴァディア                         |
| 13 | イノフィタ       | Οινόφυτα     | イノフィタ             | タナグラ                             |
| 14 | オルホメノス     | Ορχομενός    | オルホメノス           | オルホメノス                         |
| 15 | プラテエス       | Πλαταιές     | カパレリ               | ティーヴァ                           |
| 16 | スヒマタリ       | Σχηματάρι    | スヒマタリ             | タナグラ                             |
| 17 | タナグラ         | Τανάγρα      | アルマ                 | タナグラ                             |
| 18 | ヘロニア         | Χαιρώνεια    | ヘロニア               | リヴァディア                         |
| 19 | アンディキラ ※   | Αντίκυρα     | アンディキラ           | ディストモ＝アラホヴァ＝アンディキラ |
| 20 | キリアキ ※       | Κυριάκι      | キリアキ               | リヴァディア                         |

### 郡（エパルヒア）
県には以下の郡（エパルヒア）があったが、2006年以降法的な位置づけは行われていない。
| 郡名                | 綴り     | 中心地       |
| ------------------- | -------- | ------------ |
| リヴァディア郡 (en) | Λιβαδειά | リヴァディア |
| ティーヴァ郡 (en)   | Θήβα     | ティーヴァ   |

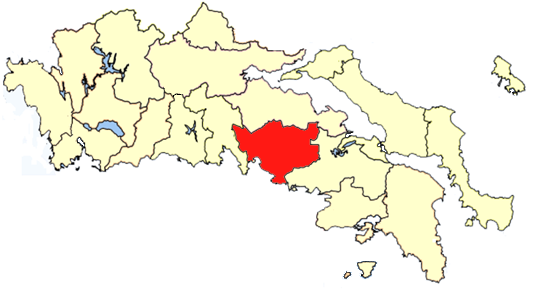
リヴァディア郡
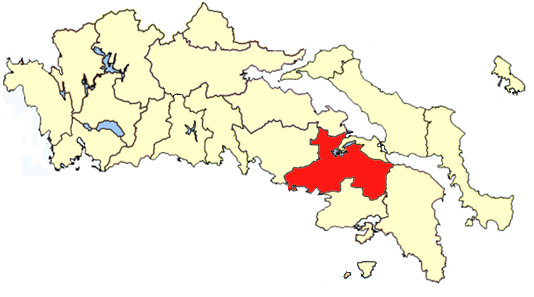
ティーヴァ郡

## 交通

### 道路
アテネ首都圏・アッティカ地方の北側に広がるヴィオティア県には、首都圏から北部のテッサロニキを結ぶ路線（GR-1やA1）、国土の西部を結ぶ路線（GR-3,48）が通過している。
自動車道路
- A1号線 (Motorway 1 (Greece))  : 〔… - ラミア〕 - アクレフニオ - ティーヴァ - スヒマタリ - 〔アテネ〕
- GR-1号線  (Greek National Road 1)  : 〔… - ラミア〕 - アクレフニオ - ティーヴァ - スヒマタリ - 〔アテネ〕
- GR-3号線  (Greek National Road 3)  : 〔… - ラミア〕 - リヴァディア - アリアルトス - ティーヴァ - 〔エレフシナ〕
- GR-44号線  (Greek National Road 44)  : ティーヴァ - 〔ハルキダ - カリストス〕
- GR-48号線  (Greek National Road 48)  : 〔… - デルフィ〕 - アラホヴァ - リヴァディア

欧州自動車道路
- E75号線  (European route E75)  : 〔… - ラミア〕 - アクレフニオ - ティーヴァ - スヒマタリ - 〔アテネ - …〕 （GR-1）
- E962号線  (European route E962)  : ティーヴァ - 〔エレフシナ〕 （GR-3）

### 鉄道
アテネ首都圏とテッサロニキを結ぶ幹線が県内を通過する。スヒマタリの東のイノイ駅で、ハルキダに向かう支線が分岐する。
- ギリシャ国鉄（OSE）
  - 幹線鉄道網（Major Rail network） : 標準軌
    - 〔アテネ〕 - イノイ - ティーヴァ - アリアルトス - リヴァディア - 〔ラリサ - テッサロニキ〕
    - イノイ - 〔ハルキダ〕

## 文化・観光
- オシオス・ルカス修道院（ディストモ＝アラホヴァ＝アンティキラ市）

ディストモ郊外にある正教会の修道院。世界遺産「ダフニ修道院、オシオス・ルカス修道院、ヒオス島のネア・モニ修道院」を構成する。
- パルナッソス山

パルナッソス山地にはスキー場が整備されている。また、夏季には登山も行われ、ギリシャでも有数のリゾート地とされる。
- アラホヴァ（英語版）（ディストモ＝アラホヴァ＝アンティキラ市）

急勾配の斜面に築かれた町で、観光地としても知られている。